# ایکسیوال
ایکسیوال (به لاتین: Aixovall) یک فهرست شهرهای آندورا در آندورا است که در سنت حولیا ده لوریا واقع شده‌است.

## خصوصیات
ایکسیوال ۱۰۴ نفر جمعیت دارد و ۱٬۰۴۴ متر بالاتر از سطح دریا واقع شده‌است.